# برص ابوكف صحراوي
برص ابوكف صحراوي (الاسم العلمي: Ptyodactylus siphonorhina) (بالإنجليزية: Saharan Fan-toed Gecko)‏ ، هو نوع ينتمي إلى (فصيلة: Gekkonidae).

## روابط خارجية
- زواحف المملكة العربية السعودية
- الزواحف والبرمائيات في مصر
- التنوع البيولوجي في مصر
- الحياة البرية في الإمارات
- التنوع الحيوي بالسلطنة
- دليل الحياة البرية في تونس
- متحف الزواحف في كلية علوم دمياط